# Motte féodale de Panassac
La motte féodale de Panassac, appelée aussi Le Tuco de Panassac,  est une motte castrale située sur la commune de Panassac, dans le département du Gers.

## Histoire
La motte est une ancienne motte castrale fossoyée qui a été probablement abandonnée à la fin du XIe siècle. Elle est souvent dénommée Le Tuco de Panassac,. On remarque encore des fossés ainsi qu'un édifice ruiné à son sommet.
Elle est située au nord-ouest du village de Panassac et à proximité ouest de la D929. Elle est propriété de la commune.
Les restes de la motte féodale sont inscrits aux monuments historiques depuis le 24 juillet 1979.

## Galerie

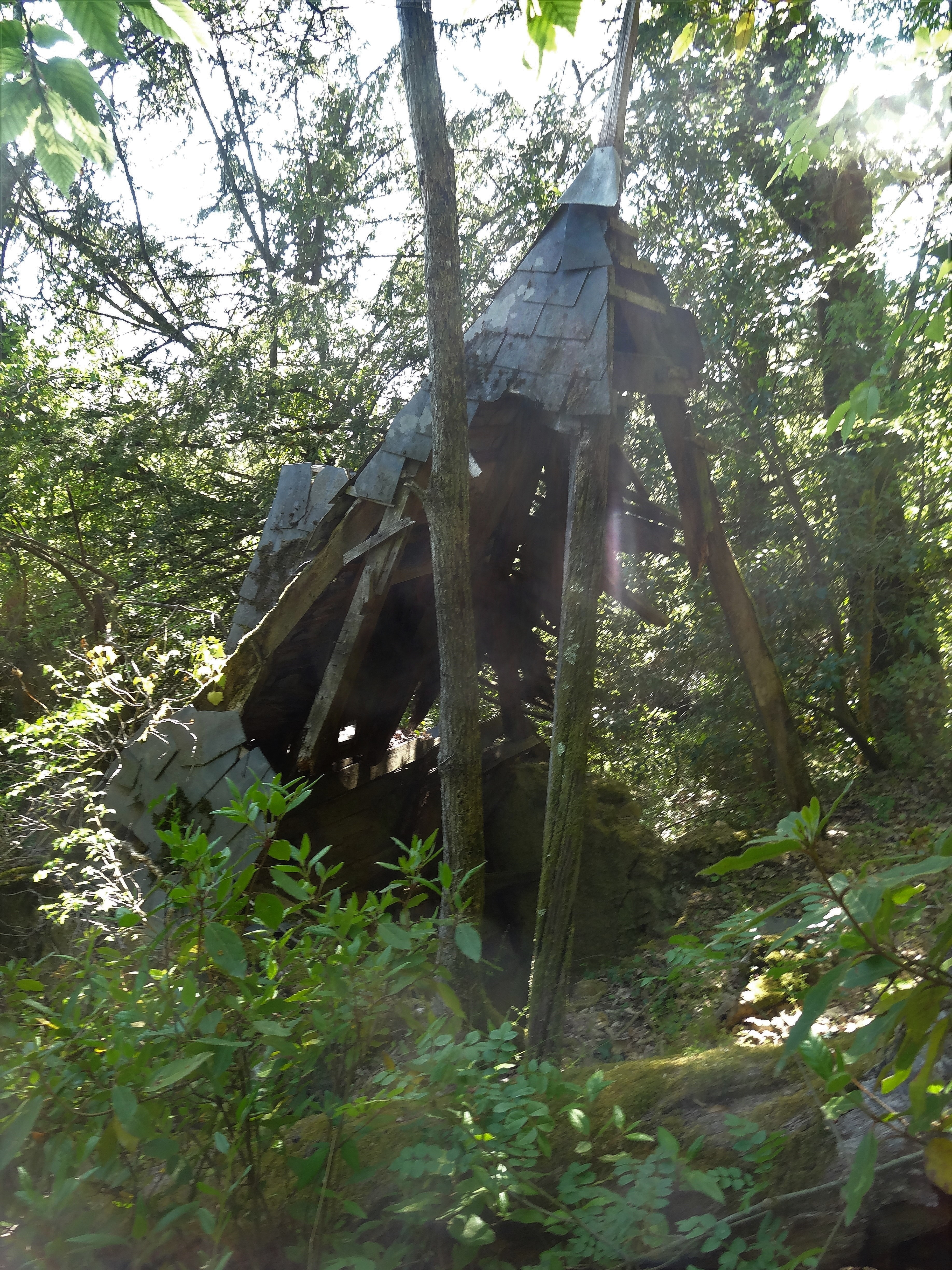
Édifice ruiné situé au sommet.
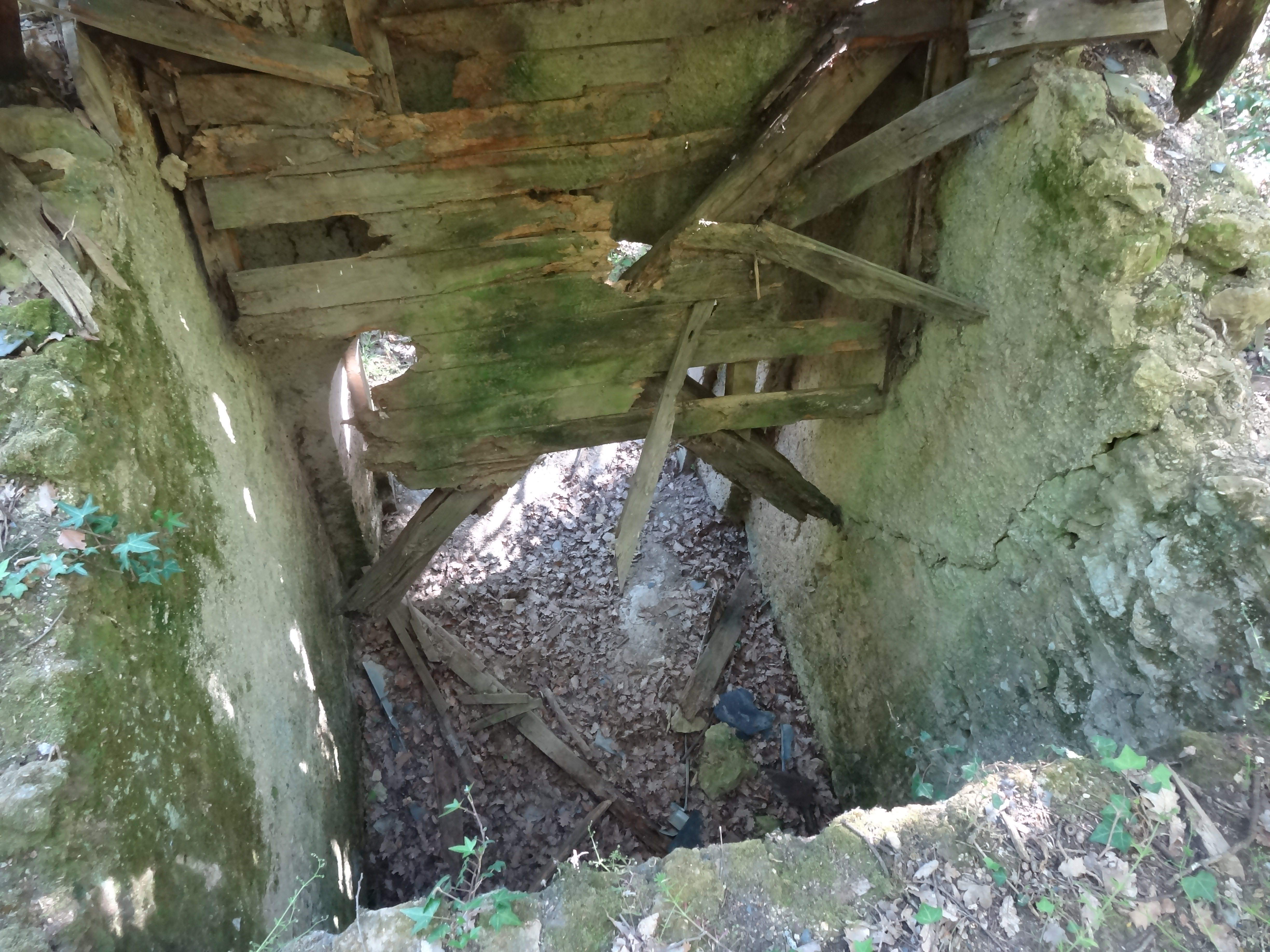
Vue de l’intérieur de l’édifice.